# Грозненський нафтовий район
Грозненський нафтовий район — нафтовий район в Чечні.

## З історії
Багата нафта була офіційно «відкрита» тут у 1833 р., хоча нафтові джерела були відомі чеченцям здавна. Промисловий колодязний видобуток розпочався в 1860-х роках і був пов'язаний з будівництвом нафтоперегінного заводу бакинського промисловця І. Мірзоєва. Однією з провідних видобувних компаній стала «Нітабух, Фінкельштейн і Ко», яка на початку 1890-х років передала свої активи нафтовому підприємцю Йосипу Ахвердову. Він перший впровадив у Чечні буріння нафтових свердловин. У 1893 р. йому вдалося пробурити на Єрмолинській ділянці свердловину глибиною 132 м, з якої почав бити потужний нафтовий фонтан. Кожна наступна свердловина давала нові багаті фонтани, провокуючи чеченську «нафтову лихоманку», але відсутність необхідної інфраструктури (резервуарів для зберігання, транспортних можливостей, відповідних переробних потужностей) потребувала дедалі більших капіталовкладень. У 1895 р. в Брюсселі за участю І. Ахвердова була заснована міжнародна компанія «Петроль де Грозні» і бельгійський капітал (антверпенський банк «Креді насьональ ендустріель») зайшов на родовища Північного Кавказу. Багату Єрмолинську ділянку викупила й розробляла німецька компанія «Шпіс, Стукен і Ко». Ще одним потужним гравцем у Грозному стала компанія «Руський стандарт» (поєднання активів «Каспійсько-Чорноморської нафтової компанії» французького банкірського дому Ротшильдів з англійсько-нідерландською «Роял Датч Шелл»). Чеченська нафта експортувалася через Новоросійськ залізницею, а згодом — збудованим нафтогоном. На початок 1914 р. Грозненський нафтовий район став одним із найбільш значних нафтовидобувних центрів світу.

## Загальна характеристика
Нафтоносні площі Грозненського нафтового району зосереджені в районах Сунженського і Терського хребтів і Чорних гір. Найбільші родовища Новогрозненське (Жовтневе) і Старогрозненське (з нафтоносними площами Ташкала і Солона балка), а також Малгобекського. Родовища нафти приурочені до антиклінальних складок, зазвичай перекинутого профілю, що ускладнені розривами. Основні поклади нафти відносяться до пісковиків продуктивної товщі Караганського і Чокракського горизонтів міоцену. Нафта — парафіниста, відрізняється високим вмістом легких фракцій (зокрема, бензину). Геол. вивчення Г. н. р. почалося з 2-й пол. ХІХ ст., пром. видобуток — з 90-х рр. ХІХ ст. У 1913 відкрито Новогрозненське родовище. За роки Радянської влади введені в експлуатацію великі родовища: в 1934 — Малгобекського, в 1937 — Горагорськ, в 1941 — Ойсунгур, в 1945 — Ташкала. Розвідувальне буріння на старих площах підтвердило наявність багатих покладів нафти в західній частині району. Розвідані і введені в експлуатацію значні родовища природного газу (метану). Нафт. пром-сть р-ну представлена промислами: «Старогрознефть», «Октябрьнефть», «Малгобекнефть», «Горскнефть» і «Гудермеснефть», а також нафтопереробними з-дами в м. Грозному. На промислах застосовується турбінне буріння, що дозволяє використовувати метод спірально-направленого буріння, підтримання пластового тиску і гідравлічний розрив нафтових пластів. Впровадження нової технології переробки нафти сприяло збільшенню відбору світлих нафтопродуктів, в тому числі на високооктанові бензини. Освоєно нові види нафтової продукції. Нафта транспортується по нафтопроводах Грозний — Махачкала, Грозний — Затеречнип, Малгобек — Грозний. Грозний з'єднаний паливопроводом з Армавіром.